# Defensa Keres
La Defensa Keres (també coneguda com a Defensa Kangaroo o Defensa Franco-Índia) és una obertura d'escacs que comença amb els moviments:
1. d4 e6
2. c4 Ab4+
L'Obertura pren el nom en honor del Gran Mestre d'escacs Paul Keres.
|  |

## Història
Aquesta obertura és coneguda des dels anys 1840 i va ser jugada per Henry Thomas Buckle a la quarta partida d'un encontre amb Johann Löwenthal a Londres el 1851. La resposta més comuna avui, 3.Ad2, va ser recomanada per Howard Staunton.

## Anàlisi
Les blanques poden respondre amb 3.Cc3, 3.Cd2, o 3.Ad2. La partida transposa sovint a una defensa Nimzo-Índia, una defensa Holandesa, un gambit de dama refusat, una defensa anglesa, o una defensa Bogo-Índia. 3.Cc3 és probable que transposi a una d'aquestes obertures: 3...Cf6 (Nimzo-Índia), 3...f5 (Holandesa; Korn comenta 3...Axc3+ 4.bxc3 f5!, jugat per Buckle) 3...d5 (una forma inusual del gambit de dama declinat), o 3...b6 (Anglesa). Les negres tenen les mateixes opcions després de 3.Cd2, excepció de si 3...Cf6 4.Cf3 estem en una Defensa Bogo-Índia.
Després de 3.Ad2, les negres poden continuar amb 3...Axd2+ dins una línia de la defensa Bogo-Índia, i 3...a5 també normalment transposarà a una Bogo-Ïndia quan les blanques juguin Cf3. O les negres poden deixar que les blanques juguin e4 amb: 3...De7 4.e4 d5 (les negres varen obtenir una bona partida a Llanos–Hoffman (San Luis Clarin, 1995) amb 4...Cf6 5.a3 Axd2+ 6.Cxd2 d6 7.Ad3 e5 8.d5 0-0) 5.Axb4 (5.e5 Timman–Spraggett, Montpellier 1985) Dxb4+ 6.Ad2! Axd2+ (si 6...Cc6 aleshores 7.Cc3!) 7.Cxd2 amb lleugera avantatge per les blanques.